# Курганский институт железнодорожного транспорта
Курганский институт железнодорожного транспорта (КИЖТ) — высшее учебное заведение в городе Кургане, основано 1 декабря 2005 года.

## История
Курганский институт железнодорожного транспорта (КИЖТ) был основан 1 декабря 2005 года в городе Кургане на основании распоряжения Правительства Российской Федерации N 2096-р и приказа Федерального агентства железнодорожного транспорта N 241 о присоединении к филиалу УрГУПС в г. Кургане Курганского техникума железнодорожного транспорта.
В 1961 году при Курганском отделении ЮУЖД был открыт пункт Челябинского филиала Уральского электромеханического института инженеров транспорта. Учебный пункт тогда оказывал помощь железнодорожникам, совмещая работу с учебой, то есть обучал заочно. А в 1999 году на базе данного учебного пункта в Кургане был образован филиал УрГУПС.
В 1926 году для подготовки паровозных машинистов и слесарей по ремонту паровозов была открыта школа бригадного ученичества (ШБУ). В связи со строительством второго пути от Челябинска до Омска и Шадринского участка возникла потребность в кадрах строителей. Их стал готовить Стройуч. В 1931 году образовано ФЗУ (железнодорожное), а с 1932 г. Учкомбинат объединил эти учебные заведения. Позднее они были ликвидированы в связи с окончанием строительных работ.
В декабре 1935 года открылась Курганская техническая школа, в которой начали обучение 150 учащихся: паровозные машинисты, дежурные по станции, путейцы. В 1941 году открыло для учащихся двери железнодорожное училище N5, с 1943 года оно получило N1, который сохранило до реорганизации в 2000 году в Курганский техникум железнодорожного транспорта.

## Обучение
В КИЖТе можно получить образование как очно так и заочно.

#### Очное отделение
- Специальность: (190300) Подвижной состав железных дорог
- Специальность: (190401) Эксплуатация железных дорог
- Специальность: (190901) Система обеспечения движения поездов

#### Заочное отделение
- Специальность: (190300) Подвижной состав железных дорог
- Специальность: (190401) Эксплуатация железных дорог
- Специальность: (190901) Система обеспечения движения поездов
- Специальность: (271501) Строительство железных дорог, мостов и транспортных тоннелей

## Спорт
Имеется свой спортивный комплекс (500 кв.м.), спортивный зал с раздевалками и душевыми, тренажерный зал, бассейн и стадион Локомотив.

## Известные выпускники
- Калистратов, Геннадий Степанович (р. 1940) — народный депутат РСФСР, депутат Государственной Думы РФ I созыва.
- Радионов, Николай Иванович (1922—1945) — Герой Советского Союза
- Воинков, Александр Михайлович (1921 — 1945) — советский военачальник. Командир 100-го гвардейского стрелкового полка 35-й гвардейской стрелковой дивизии. Гвардии подполковник.